# Burie (Etiopia)
Burie – miasto w Etiopii, w regionie Amhara. Według danych szacunkowych na rok 2015 liczy 32 000 mieszkańców.